# Uzunyayla
Uzunyayla är en hästras från Turkiet som utvecklades redan under mitten av 1800-talet. Idag är rasen ganska ovanlig med ca 2 000 exemplar i Turkiet. Uzunyaylan används som lättare ridhäst, packhäst och inom lätt jordbruk.

## Historia
Utvecklingen av Uzunyaylahästen började redan under första hälften av 1800-talet då man importerade hästar från Kaukasus, främst hästar av rasen Kabardin. Dessa användes för att förbättra lokala stammar av hästar i Turkiet. Troligtvis korsades även hästarna med arabiska fullblod för att förädla hästarna något. Rasen blev officiellt erkänd år 1854 men ingen stambok eller rasförening startades för rasen.
År 1930 försökte man förbättra rasen ytterligare genom att korsa in den inhemska Anadoluponnyn och importerade Noniushästar. Sedan dess har rasen avlats helt ren, trots att inga stamböcker finns. Uppfödarna hoppas nu på en rasförening och en stambok för att rädda rasen som idag enbart finns i ca 2 000 exemplar.

## Egenskaper
Uzunyaylan är en liten, ädel och lätt ridhäst som även används som körhäst, packdjur och inom lätt jordbruk i Turkiet. Den visar influens av araben i huvudet som har en lätt inåtbuktande profil, men ögonen är ganska små. Benen är starka med välskapta leder och ibland har hästarna lite hovskägg på benen. Svansen växer sig oftast lång. Hästarna är oftast bruna men finns även i alla andra färger utom skäck och tigrerad. 